# Natalia Vodianova
Natalia Mihailovna Vodianova (rusă Наталья Михайловна Водянова; n. 28 februarie 1982) este un fotomodel rus. Ea mai este filantrop și actriță ocazională de televiziune. E cunoscută pentru colaborarea cu Calvin Klein. În 2012 s-a poziționat pe locul 3 în topul Forbes al fotomodelelor după venituri, estimându-se că a câștigat într-un singur an 8,6 mln $.